# Heikki Haara
Heikki Haara (n. 20 de noviembre de 1982) es un futbolista Finlandés que actualmente juega para el FC Lahti de su país.
Anteriormente ha jugado para el AFC Wimbledon de Inglaterra y los equipos FC Jokerit and AC Allianssi de su país. 

## Clubes
| Club      | País       | Año         |
| --------- | ---------- | ----------- |
| Wimbledon | Inglaterra | 2000 - 2002 |
| Lahti     | Finlandia  | 2002        |
| Jokerit   | Finlandia  | 2003        |
| Allianssi | Finlandia  | 2004        |
| Lahti     | Finlandia  | 2005 -      |